# TaskJuggler
TaskJugglerはプロジェクトマネジメントを実現するための自由ソフトウェアである。LinuxなどのUnix系OSで動作し、QtとKDEのライブラリを用いてC++で実装されている。TaskJugglerプロジェクトでは概して年に2回から3回までの安定版をリリースする。
プロジェクトはChris Schlägerによって2001年に開始された。初期のリリースではHTMLのレポートを生成するコマンドラインのツールを提供していた。2005年8月から、パッケージはKDEライブラリに基づくグラフィカルなフロントエンドも提供している。
Version 3ではRubyにより再実装されたため、サポート対象の環境としては、従来のLinuxにMicrosoft WindowsやmacOSも加わった。ただしVersion 2のグラフィカルなフロントエンドは移植されていない。TaskJugglerのプロジェクトファイルをテキストエディタで編集して、コマンドラインからコンパイラを実行してガントチャートなどが入ったレポートを生成する。